# Ejército Nacional de Guatemala
L'Ejército Nacional de Guatemala (in italiano: Esercito nazionale del Guatemala) o Fuerzas de Tierra del Ejército de Guatemala costituisce la principale componente di esso e agisce nella zona continentale del paese.
Fondamentalmente le forze armate sono composte da unità di fanteria, artiglieria e cavalleria, così la storia dell'esercito guatemalteco è associata alle sue forze terrestri, che anche con una varietà di nomi sono sempre esistite.

## Storia
L'esercito e le forze terrestri sono la componente più antica dell'esercito guatemalteco e si sono evolute in base alle esigenze dello Stato. A metà del XIX secolo, il generale Rafael Carrera lo spinse la vittoria nella battaglia di San José La Arada, combattuta il 2 febbraio 1851, una data che viene commemorata come il giorno di queste forze.

## Missione
La sua missione principale è, nel dominio terrestre, la deterrenza e lo sviluppo della guerra, così come l'organizzazione della difesa della nazione per la conservazione della sovranità, dell'indipendenza e dell'integrità territoriale.

## Organizzazione
L'esercito guatemalteco ha avviato una ristrutturazione e una regionalizzazione militare per soddisfare le condizioni di difesa terrestre che il paese ha bisogno. Il termine di zona e di regione militare riflette una delimitazione geografica e non la dimensione dell'unità. Una regione può coprire fino a due zone militari, dando la possibilità di assegnare il tipo di unità a seconda delle esigenze di difesa. La pianificazione e l'addestramento sono focalizzati sulle brigate, grande unità tattica dell'esercito guatemalteco, e comprende mezzi con cui la forza terrestre deve compiere la sua missione, individuata nelle sue unità di combattimento, unità di supporto al combattimento, unità di servizio di supporto al combattimento e unità ausiliarie.
Le forze terrestri sono organizzate come segue:
- 1. Comandante generale dell'Esercito nazionale del Guatemala
- 2. Ministro della Difesa Nazionale
  - Viceministro della Difesa Nazionale
- 3. Capo di stato maggiore della Difesa Nazionale
  - Vicecapo di stato maggiore della Difesa Nazionale
  - Ispettore generale dell'esercito
    - Quartier generale dell'esercito (QG Fte. San Rafael Matamoros, Ciudad de Guatemala):

  - Stato maggiore
  - Comando regionale d'addestramento delle operazioni di pace
  - Corpo dei trasporti dell'esercito
- Batallón CGE
- Cía. de Policía Militar
  - Cuerpo de Guardias Presidenciales Ciudad de Guatemala:
- Batallón de Seguridad Presidencial (Palacio Presidencial, Ciudad de Guatemala)
  - Brigata militare MARISCAL ZAVALA (QG Km 15, Carretera del Atlántico Ciudad de Guatemala e responsabile per la difesa dei dipartimenti del Guatemala, Sacatepequez e Chimaltenango, ma fornisce la copertura a tutti i dipartimenti della Repubblica)
- Compañía de Comando y Estado Mayor
- I Batallón de Fusileros BMMZ
- III Batallón de Fusileros BMMZ
- Batallón Blindado Coronel Francisco Javier Arana
- Regimiento de Caballería Blindada BMMZ
- Grupo de Artillería de Campo BMMZ
- Compañía de Apoyo y Servicios
  - 1ª Brigata fanteria General Luis García León (CG Santa Elena, Flores e responsabile per la difesa del dipartimento di Petén)
- Compañía de Comando y Estado Mayor
- I Batallón de Fusileros BIGLGL
- II Batallón de Fusileros BIGLGL
- III Batallón de Fusileros BIGLGL
- Regimiento de Caballería Blindada BIGLGL
- Grupo de Artillería de Campo BIGLGL
- Compañía de Apoyo y Servicios
  - 2ª Brigata fanteria Capitán General Rafael Carrera (CG Santa Elena, Flores e responsabile per la difesa dei dipartimenti di Izabal, Zacapa, Chiquimula, El Progreso, Alta Verapaz e Baja Verapaz)
- Compañía de Comando y Estado Mayor
- I Batallón de Fusileros BICGRC
- II Batallón de Fusileros BICGRC
- III Batallón de Fusileros BICGRC
- Regimiento de Caballería Blindada BICGRC
- Grupo de Artillería de Campo BICGRC
- Compañía de Apoyo y Servicios
  - 3ª Brigata fanteria General Manuel Aguilar Santamaría (CG Santa Elena, Flores e responsabile per la difesa dei dipartimenti di Jutiapa, Jalapa e Santa Rosa)
- Compañía de Comando y Estado Mayor
- I Batallón de Fusileros BIGMAS
- II Batallón de Fusileros BIGMAS
- III Batallón de Fusileros BIGMAS
- Regimiento de Caballería Blindada BIGMAS
- Grupo de Artillería de Campo BIGMAS
- Compañía de Apoyo y Servicios
  - 4ª Brigata fanteria General Justo Rufino Barrios (CG Santa Elena, Flores e responsabile per la difesa dei dipartimenti di Suchitepéquez, Retalhuleu, San Marcos, Escuintla ed il settore meridionale del Dipartamento di Quetzaltenango, a partire dalla strada nazionale Nr. 1)
- Compañía de Comando y Estado Mayor
- I Batallón de Fusileros BIGJRB
- II Batallón de Fusileros BIGJRB
- III Batallón de Fusileros BIGJRB
- Regimiento de Caballería Blindada BIGJRB
- Grupo de Artillería de Campo BIGJRB
- Compañía de Apoyo y Servicios
  - 5ª Brigata fanteria Mariscal Gregorio Solares (CG Santa Elena, Flores e responsabile per la difesa dei dipartimenti di Huehuetenango, Totonicapán, Sololá, El Quiché ed il settore settentrionale e centrale del Dipartamento di Quetzaltenango, a partire dalla strada nazionale No. 1)

Compañía de Comando y Estado Mayor
- I Batallón de Fusileros BIMGS
- II Batallón de Fusileros BIMGS
- III Batallón de Fusileros BIMGS
- Regimiento de Caballería Blindada BIMGS
- Grupo de Artillería de Campo BIMGS
- Compañía de Apoyo y Servicios
  - Comando de Fuerzas Especiales
  - Brigada de Operaciones Especiales KAIBILES (Poptun, Petén)
- Compañía de Comando y Estado Mayor
- Batallón de KAIBILIES
- Batallón de Apoyo y Servicios
  - Brigata paracadutisti "General Felipe Cruz" (San José, Escuintla)
- Compañía de Comando y Estado Mayor
- I Batallón de Paracaidistas
- II Batallón de Paracaidistas
- Compañía de Apoyo y Servicios
  - Comando de Ingenieros Teniente Coronel de ingenieros e ingeniero Francisco Vela Arango (TCIFVA). (Base Militare La Aurora, Ciudad de Guatemala)
- I Batallón CIEG
- II Batallón CIEG
  - Cuerpo de Transmisiones Militares (Base Militar La Aurora, Ciudad de Guatemala)
- Comando
- I Batallón de Transmisiones
  - Brigada de Policía Militar Guardia de Honor (Base Militare La Aurora, Ciudad de Guatemala)
- Compañía de Comando y Estado Mayor
- I Batallón
- II Batallón
- III Batallón
- Unidad Lanza Agua
- Unidad Canina
- Escuela de Equitación
- Compañía de Apoyo y Servicios
  - Brigada de Apoyo Logístico GRAL. JUSTO RUFINO BARRIOS
- Comando
- Batallón de Servicios (Ciudad de Guatemala)
- Batallón de Mantenimiento de Materiales de Guerra (Ciudad de Guatemala)
- Batallón de Sanidad (Hospital Militar General, (Ciudad de Guatemala)
  - 6ª Brigata fanteria Coronel Antonio José de Isarri (CG Playa Grande, Ixcán, Quiché e responsabile per la difesa dei dipartimenti di Alta Verapaz, Baja Verapaz, Petén, Izabal e Huehuetenango)

## Equipaggiamento

### Veicoli trasporto truppe
Il Guatemala ha:
- 100 Armadillo, prodotti dal Servizio Materiale Bellico, che sono stati armati con mitragliatrici calibro 50 e alcune versioni con torrette. Il servizio materiale bellico guatemalteco ha costruito diverse unità del veicolo blindato TBP.

- 30 M113 A1/2 modernizzati.

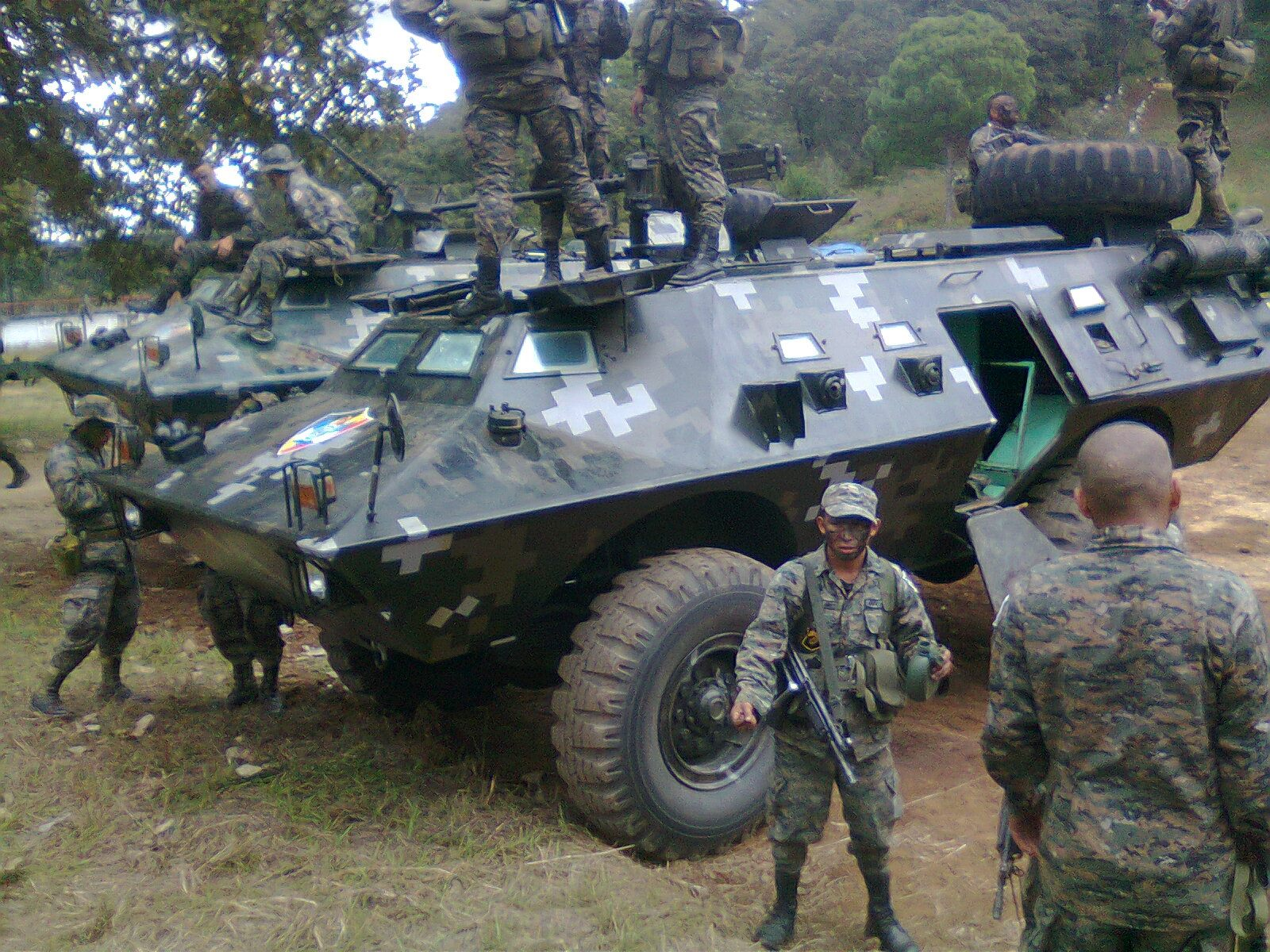
Allievi della Escuela Politécnica (Guatemala) in esercitazione militare con Armadillos TBP.

- 10 Cadillac Gage Commando V-100 di riserva. Acquisiti dagli Stati Uniti nel 2011. Il Guatemala ha acquistato pezzi di ricambio dagli Stati Uniti per rimotorizzarli, ce ne sono circa 10 in riserva.
- 25 veicoli leggeri da esplorazione RBY MK 1.

### Veicoli corazzati da combattimento/della fanteria
- 8 carri armati leggeri M8 Greyhound tutti in servizio attivo modificati, attualmente utilizzati per località montuose ed addestramento.
- Aveva 12 M41 Walker Bulldog e 8 AMX-13 (gli AMX-13 vennero restituiti alla Francia e gli M-41 vennero venduti ai musei negli Stati Uniti).

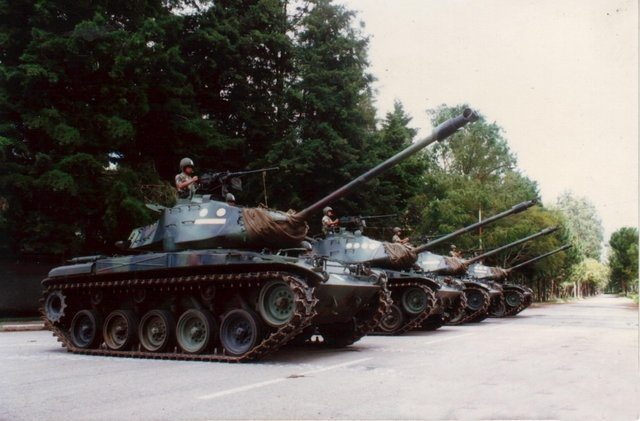
Colonna di carri armati M41 Walker.

### Veicoli commerciali
- 245 veicoli Jeep J8
- Jeep CJ-7.
- F-450, utilizzato per diverse funzioni.
- Toyota Hilux con modifiche che sono completamente attrezzate con barre antirollio, piedistalli per mitragliatrici, banchi di trasporto e corazze sui lati.
- Mazda BT-50, utilizzato per diverse funzioni.
- Toyota Land Cruiser (J70), che chiamano vehículo jaguar, poiché hanno alcune modifiche come armature sui lati o banchi di trasporto.
- Ford Everest, utilizzato per trasportare personale militare di alto rango e anche di personale ONU in Guatemala.
- Jeep J8, tra le 80 e le 90 unità utilizzate dalla task force interistituzionale "Tecún Umán" e "Chortí" per combattere atti illegali ai confini del Paese.
- M-462, utilizzato per varie funzioni dall'esercito guatemalteco.
- Pinzgauer «prima generazione», utilizzato per diverse funzioni di trasporto.

Camion
- REO M35, utilizzato per varie funzioni di trasporto  .
- Ural-4320, alcuni con piastre corazzate sui lati per proteggere la fanteria.
- Hino Ranger (500 serie, 338 serie, 300 serie, dyna), utilizzato per varie funzioni di trasporto.
- International Workstar, utilizzato per varie funzioni di trasporto e uno con la funzione di autocisterna.
- Camion o trailer usato come cucina mobile.
- Mercedes-Benz L1218R, utilizzato per varie funzioni di trasporto  .

Altri
- Side by Side, utilizzato dalla Brigata Operazioni da Montagna e dalle forze speciali kaibil.
- Quad-bike, utilizzate dalla polizia militare  .
- Motociclette, utilizzate dalla polizia militare.